# Казеєвка (Інсарський район)
Казе́євка (рос. Казеевка, ерз. Казеевка) — село у складі Інсарського району Мордовії, Росія. Входить до складу Кочетовського сільського поселення.
Населення — 302 особи (2010; 368 у 2002).
Національний склад станом на 2002 рік:
- росіяни — 93 %